# Shayne Gostisbehere
Shayne Gostisbehere (* 20. April 1993 in Pembroke Pines, Florida) ist ein US-amerikanischer Eishockeyspieler französischer Herkunft, der seit Juli 2024 wieder bei den Carolina Hurricanes unter Vertrag steht. Zuvor verbrachte der Verteidiger sieben Jahre bei den Philadelphia Flyers, die ihn im NHL Entry Draft 2012 ausgewählt hatten, und war eineinhalb Spielzeiten bei den Arizona Coyotes sowie kurzzeitig für die Hurricanes und Detroit Red Wings aktiv.

## Karriere

### High School und College (2009–2014)
Gostisbehere, der neben der amerikanischen auch die französische Staatsbürgerschaft besitzt, begann seine Karriere in der Saison 2009/10 in der Eishockeymannschaft der South Kent School, für die er zwei Spielzeiten in der Schulliga United States High School bestritt und in seiner zweiten Saison als Mannschaftskapitän fungierte. Zwischen 2011 und 2014 stand der US-Amerikaner für die Universitätsmannschaft des Union College in der ECAC Hockey, welche in den Spielbetrieb der NCAA eingegliedert ist, auf dem Eis. 2013 nahm Gostisbehere mit der U20-Nationalmannschaft der USA an der U20-Weltmeisterschaft teil und gewann mit seinem Team die Goldmedaille. Im folgenden Jahr machte der Defensivspieler mit starken Leistungen in der NCAA auf sich aufmerksam, so erzielte er neun Treffer sowie 25 Torvorlagen in 42 Saisonspielen und konnte sich mit seiner Mannschaft die College-Meisterschaft sichern. Gostisbehere wurde im Anschluss an die Saison sowohl als bester Verteidiger der Liga als auch herausragendster Akteur des NCAA-Finalturniers ausgezeichnet.

### Philadelphia Flyers (2014–2021)
Im April 2014 unterschrieb der Gostisbehere einen Einstiegsvertrag bei den Philadelphia Flyers aus der National Hockey League, welche sich zuvor im Rahmen des NHL Entry Draft 2012 die Transferrechte an ihm gesichert hatten. Er kam jedoch aufgrund eines Kreuzbandrisses in der folgenden Saison 2014/15 zu lediglich zwei Einsätzen in der höchsten Spielklasse Nordamerikas und absolvierte fünf weitere Spiele für das Farmteam Lehigh Valley Phantoms in der American Hockey League.
Nachdem er die Spielzeit 2015/16 zunächst in der AHL begonnen hatte, wurde der Verteidiger im November 2015 erneut in den NHL-Kader berufen und verzeichnete wenig später im Spiel gegen die Los Angeles Kings sein erstes NHL-Tor. Anschließend erzielte Gostisbehere in zwei weiteren Partien das spielentscheidende Tor in der Overtime und wurde damit zum ersten Rookie im Trikot der Flyers, dem mehr als ein Treffer in der Overtime gelang. Im Januar und Februar 2016 erzielte Gostisbehere in 15 aufeinander folgenden Spielen mindestens einen Scorerpunkt und stellte damit sowohl einen Rekord für Rookie-Verteidiger in der NHL (zuvor Barry Beck, 10 Spiele, 1977/78) als auch für alle Rookies der Philadelphia Flyers (Mikael Renberg, 10 Spiele, 1993/94) auf. In der Folge beendete Gostisbehere die Saison als punktbester Rookie-Verteidiger und zugleich auf Rang 5 der gesamten Rookie-Scorerliste, sodass er ins NHL All-Rookie Team gewählt wurde. In der Wahl zum besten Rookie der Liga (Calder Memorial Trophy) musste er sich nur dem Gewinner Artemi Panarin geschlagen geben.
Nach der Saison 2016/17 unterzeichnete Gostisbehere einen neuen Sechsjahresvertrag in Philadelphia, der ihm ein durchschnittliches Jahresgehalt von 4,5 Millionen US-Dollar einbringen soll. Anschließend steigerte er seine persönliche Statistik deutlich auf 65 Punkte aus 72 Spielen, womit er sich unter den fünf offensivstärksten Verteidigern der Liga platzierte. Im weiteren Verlauf ließen seine Leistungen jedoch deutlich nach, unter anderem aufgrund mehrerer Knieverletzungen.

### Arizona, Carolina und Detroit (seit 2021)
Im Juli 2021 wurde Gostisbehere an die Arizona Coyotes abgegeben, die aufgrund des hohen Gehaltes bei gleichzeitig nachlassender Leistung zusätzlich ein Zweitrunden- sowie ein Siebtrunden-Wahlrecht im NHL Entry Draft 2022 von den Flyers erhielten. Bei den Coyotes wiederum gelang es dem Abwehrspieler annähernd, an vorherige Leistungen anzuknüpfen, so verzeichnete er in der Saison 2021/22 in 82 Spielen 51 Scorerpunkte. Im Verlauf der folgenden Spielzeit wurde der Abwehrspieler im März 2023 im Tausch für ein Drittrunden-Wahlrecht im NHL Entry Draft 2026 zu den Carolina Hurricanes transferiert. Dort beendete er die Saison und wechselte anschließend im Juli 2023 als Free Agent zu den Detroit Red Wings. In gleicher Weise kehrte er im Juli 2024 zu den Carolina Hurricanes zurück, wo er einen Dreijahresvertrag unterzeichnete.

### Spielweise
Gostisbehere gilt als Offensivverteidiger, der sich aufgrund seiner technischen Fertigkeiten sowie Spielübersicht häufig ins Angriffsspiel einschaltet und regelmäßig Einsatzzeiten in Überzahlsituationen erhält. Er wird als schneller Skater beschrieben, der jedoch Defizite im Defensivspiel aufweist und aufgrund seiner Statur in Zweikämpfen häufig vor Probleme gestellt wird.

## Erfolge und Auszeichnungen
- 2013 Goldmedaille bei der U20-Weltmeisterschaft
- 2014 NCAA-Division-I-Championship mit dem Union College
- 2016 NHL All-Rookie Team

## Karrierestatistik
Stand: Ende der Saison 2024/25

### International
| Vertrat die USA bei: - U20-Junioren-Weltmeisterschaft 2013 | Vertrat Team Nordamerika bei: - World Cup of Hockey 2016 |

(Legende zur Spielerstatistik: Sp oder GP = absolvierte Spiele; T oder G = erzielte Tore; V oder A = erzielte Assists; Pkt oder Pts = erzielte Scorerpunkte; SM oder PIM = erhaltene Strafminuten; +/− = Plus/Minus-Bilanz; PP = erzielte Überzahltore; SH = erzielte Unterzahltore; GW = erzielte Siegtore; 1 Play-downs/Relegation; Kursiv: Statistik nicht vollständig)